# TWIN PLANET
TWIN PLANET（日语：ツイン・プラネット）是日本的演藝經紀公司。相關企業有TWIN PLANET ENTERTAINMENT、White Base株式会社及LIDDELL株式会社。公司名稱原本以首字大寫寫作「Twin Planet」，於2014年7月起統一更改為全大寫的「TWIN PLANET」。

## 專屬藝人
- 台灣：鄭世彬（文化人）
- 日本
  - 小沼綺音（艺人）
  - 鈴木奈奈（藝人）
  - 須田亞香里（藝人）
  - 村重杏奈（藝人）
  - 矢吹奈子（藝人）
  - 西野未姫（藝人）
  - 青木美沙子（藝人）
  - 石田千穗（演員）
  - 山本光（演員）
  - 能條愛未（演員）
  - 夏沇秀（演員）
  - 高嶺撫子（偶像組合）

## 外部鏈結
- TWIN PLANET （日語）（英文）
- TWIN PLANET ENTERTAINMENT 